# 惡作劇之吻 (2005年電視劇)
《惡作劇之吻》（日語：イタズラなKiss），是一部台灣愛情校園偶像劇，故事改編自日本漫畫家多田薰的漫畫《淘氣小親親》（日語：イタズラなKiss）第1冊至第10冊，由鄭元暢、林依晨主演，可米國際影視事業股份有限公司製作，每集成本120萬台幣。2004年8月16日開鏡，2005年8月8日殺青。9月25日起於台灣中視首播。2007年3月以漫畫第11冊到23冊的內容開拍續集《惡作劇2吻》，並於同年12月16日正式播出。
本劇是八大電視自2001年以來第一次採用與劇情無直接關聯的原創性片頭。
直至2023年為止，均獲選中國大陸最受歡迎台劇第一名（第二名為偶像劇流星花園）。

## 播出時間

### 首播
| 頻道           | 所在地   | 播映日期                     | 播出時間        |
| -------------- | -------- | ---------------------------- | --------------- |
| 中視無線台     | 臺灣     | 2005年9月25日至2006年2月12日 | 每週日22:00     |
| 八大綜合台     | 臺灣     | 2005年10月1日至2006年2月18日 | 每週六21:00     |
| 無綫電視翡翠台 | 香港     | 2007年7月1日起               | 周一至周五11:50 |
| BS-i           | 日本     | 2006年10月5日起              | 每周四23:00     |
| 華娛衛視       | 中国大陆 | 2007年1月1日起               | 周一至周五21:00 |
| SBS            |          | 2007年1月5日起               | 每周五23:10     |
| 東京都會電視台 | 日本     | 2007年10月8日起              | 每周一20:00     |
| 中京電視台     | 日本     | 2007年10月8日起              | 每周二01:49     |

## 故事大綱
袁湘琴是一個單純開朗的高中女學生，自從在開學典禮上看見代表新生致詞的江直樹後，便不由自主地喜歡上這個號稱IQ 200的超級天才少年。經過兩年多無望的暗戀，她鼓足勇氣在學校中對他表白，卻遭到他無情的拒絕，更由於她的莽撞，一時間成了全校的笑柄。然而屋漏偏逢連夜雨，就在湘琴告白被拒後，剛遷入的新家竟然被地震震垮了！（其實真相是終極一班的雷克斯用棒球擊垮的）
眼看湘琴和相依為命的父親就要露宿街頭了，幸好父親的國中好友阿利叔慷慨伸出援手，邀請父女兩人到他家中暫住，但是湘琴萬萬沒有想到，和藹可親的阿利叔竟然就是江直樹的父親！於是在這樣的機緣巧合下，兩個人就此展開同在一個屋簷下的全新生活……
號稱全台灣第一的天才直樹幾乎沒有任何事能難得倒他，所有事情總在他掌握之中，然而湘琴的出現就像一個失控的龍捲風，將他原有的生活搞得天翻地覆，但湘琴不顧一切、勇往直前的那股傻勁卻也讓他開始思考自己的人生與未來，而湘琴對他的感情也在不知不覺中慢慢地滲入他心中……

## 演員列表

### 主要演員
| 演員   | 角色   | 漫畫原名                | 日本配音 | 介紹 | 登場集數           | 香港配音 |
| 鄭元暢 | 江直樹 | 入江直樹 いりえなおき   | 平川大輔 | 袁湘琴的未婚夫 1972年11月12日生，雖然有很高的智商但卻有很低的情商，一直以來都不知如何表達自己的情感。直樹是許多女孩子完美的夢中情人，課業、體能、廚藝樣樣精通，他不僅有帥氣的外表，也擁有同齡人無法擁有的睿智，膽識。遇見湘琴之後，變成了有情緒有脾氣的人。內斂成為了他對任何人的情愫表方式。尤其對待湘琴。他永遠用這樣的愛來默默保護他心愛的人。是個可靠，成熟卻不失率真的人。因為太聰明，幾乎沒有任何事情能夠難得倒他，而覺得人生缺乏目標。湘琴的出現為直樹一向平靜無波的人生帶來了一連串脫軌的意外，而她履敗履戰的無畏精神更讓從不知失敗是何物的直樹不解，而慢慢地對她產生了興趣。同時，他也受到湘琴單純的思考邏輯的影響，找到了從醫的人生目標。由於個性內斂自信，加上對母親一心撮合他和湘琴的舉止反彈，雖然心中喜歡湘琴，卻從不會在眾人面前表現出來，而是要選擇默默的愛她。 | 全集               | 黃榮璋   |
| 林依晨 | 袁湘琴 | 相原琴子 あいはらことこ | 水樹奈奈 | 江直樹的未婚妻 1972年9月28日生，心地善良，個性憨厚直接、樂觀有耐性，但頭腦不好，對家事更是一竅不通。然而儘管笨手笨腳，常把事情搞砸，卻還是努力不懈地朝目標前進，高一開學典禮時就對代表新生致詞的直樹一見鍾情。高三時下定決心向直樹表白，卻被狠狠拒絕，才想說服自己別再喜歡直樹，沒料到父親和直樹的父親竟是多年好友，而父女兩人更在地震震垮新屋後，遷入江家。湘琴就此和直樹展開同住在一個屋檐下的新生活，而湘琴一顆純潔少女心又忍不住因此而陷落。雖然因為直樹冷漠的態度，加上自己的笨拙常為直樹帶來麻煩。而使得湘琴好幾次都想要放棄離開，但最後都因直樹態度上的些微轉變，而繼續鼓足勇氣邁進。直到湘琴以為直樹愛上慧蘭，而喜歡湘琴多年的阿金也在同時提出求婚，湘琴遭遇了兩難的決定。                                                                                              | 全集               | 張頌欣   |
| 趙詠華 | 阿利嫂 | 入江紀子 いりえのりこ   | 伊藤美紀 | 約40~45歲，江直樹、江裕樹的母親，家庭主婦，個性有些無厘頭、喜歡熱鬧、極愛拍照。和湘琴十分投緣，所以用盡一手段想撮合湘琴和直樹。常常偽裝到直樹的學校去探聽直樹和湘琴的情況，或散佈兩人在一起的消息，不過她的偽裝常被其他人看穿。愛子心切的阿利嫂總以自己認為最好的方式去安排孩子的人生，結果反而造成直樹的反彈，為母子埋下衝突的引信。 | 全集               | 周文瑛   |
| 張永正 | 江萬利 | 入江重樹 いりえしげき   | 卷島康一 | 約40~45歲，江直樹、江裕樹的父親，潘達玩具公司的老闆，個性和善慈祥、有義氣。一心希望直樹能進入自己的母校臺大就讀，畢業後繼承自己的公司。 | 1-10、12-20        | 鄧榮銾   |
| 唐從聖 | 袁有才 | 相原重雄 あいはらしげお | 中村悠一 | 約40~45歲，袁湘琴的父親。「幸福小館」餐廳的老闆，做菜手藝一流，和直樹的父母親是國中時的好朋友。早年喪妻後獨自扶養湘琴長大，對湘琴做菜、家事樣樣不行耿耿於懷，認為是自己沒把她教好。 | 1-10、12-13、15-20 | 翟耀輝   |
| 章柏翰 | 江裕樹 | 入江裕樹 いりえゆうき   | 小平有希 | 9歲，江直樹的弟弟，可愛聰明又成熟，極度崇拜哥哥直樹，跟直樹的個性也十分相似，最大心願是在直樹繼續父親的公司後，擔任哥哥的助手。不太瞧得起太笨的人，對湘琴也沒有好臉色。將湘琴當作暑假作業的研究對象，時常注意湘琴又做了什麼蠢事，但漸漸地也被湘琴那股傻勁和真誠所感動。在一次裕樹住院時，目睹直樹偷親湘琴，是唯一一個知道直樹喜歡湘琴的人。 | 全集               | 伍秀霞   |
| 瑞奇   | 小可愛 | 小小 チビ               |          | 江家的寵物，是裕樹在路邊撿到的流浪狗，雄性英國古代牧羊犬。 | 9-15、19           |          |

### 其他演員
| 演員              | 角色   | 漫畫原名                      | 介紹 | 登場集數                | 香港配音 |
| 汪東城            | 金元豐 | 池澤金之助 いけざわきんのすけ | 1972年7月9日生，湘琴的同班同學，腦筋不太靈光，但運動神經發達。從高一就暗戀湘琴，最大心願是和湘琴結婚。為了能夠及早和湘琴攜手共創美麗家園，高中畢業後沒有再升學，白天在學校餐廳工作，晚上則到「幸福小館」擔任學徒。                                             | 1-14、16-20             | 梁偉德   |
| 許瑋甯            | 裴子瑜 | 松本裕子 まつもとゆうこ       | 富家千金，因為景仰直樹的能力和風采，而選擇進入康南大學就讀理工學院。聰明美麗、能力極強的子瑜和湘琴總是不怎麼對盤，每次見面必吵，但當兩人最後面對情敵白惠蘭的強力威脅時，卻又能同心協力。雖然極喜歡直樹，卻也是個拿得起、放得下的率性女子。                     | 6-13、15、17-18、20     | 梁少霞   |
| 劉容嘉            | 劉雅農 | 小森じん子 こもりじんこ       | 袁湘琴的同班同學兼好姊妹，高中畢業後和湘琴一起升上幼保系。個性大方，很有男子氣概，說話大聲，動作粗暴，很有個性和想法，常提醒湘琴，不怕他生氣，後來和音樂怪人交往。                                                                                             | 1-7、9-11、13-16、18-20 | 黎桂芳   |
| 楊佩婷            | 林純美 | 石川理美 いしかわさとみ       | 袁湘琴的同班同學兼好姊妹，高中畢業後和湘琴一起升上幼保系。超愛打扮和化粧，常見她就是在塗指甲油，生命的意義在做一個賢淑的妻子，和依偎男人身旁的小女生，而且偶爾會見色忘友。在湘琴受委屈時，她和留農會勇敢挺身指責直樹，但話一說完就趕緊落荒而逃，十足的小女人。 | 1-7、9-11、13-16、18-20 | 林雅婷   |
| 吳文鴻            | 阿紅   |                               | 金元豐的同班同學兼好兄弟，老是跟著阿金一起出紕漏。 | 1-5、8、18、20          | 黎景全   |
| 王帝鈞            | 蟑螂   |                               | 金元豐的同班同學兼好兄弟，老是跟著阿金一起出紕漏。 | 1-5、8、18、20          | 鄺樹培   |
| 賴智偉            | 杜建中 | 渡仔辺 わたなべ               | 直樹的同班同學，在班上算是和直樹比較熟的朋友，是個厚顏無恥的人。 | 1-5                     | 李致林   |
| 郭宏法 （紅膠囊） | 楊大信 | 菅原 すがわら                 | F班導師。充滿教育熱誠的老師，雖然在學校中總被其他老師瞧不起，但仍是深信書念得好壞並不能決定一個人的人生與未來。 | 1-5、20                 |          |
| 姚采穎            | 文貞觀 |                               | A班導師。深以A班學生為傲，極度看輕其他班級的學生和老師。 | 1-5                     | 曾秀清   |
| 陳博正            | 孔令陽 |                               | 康南大學暨附設高中校長。素來奉行「有教有類」的教育原則，在他觀念中，只有質資佳的A、B段班才是值得投入心血的學生，至於其他學生來唸書，純粹只是來贊助學校電費的。                                                                                                 | 1-5                     |          |
| 王威登            | 王皓謙 | 須藤前輩 すどうせんぱい       | 直樹的高中學長，網球社的恐怖雙面人，平時待人十分和善，但只要一拿起網球拍就變得極度兇殘。十分喜歡子瑜，但始終得不到子瑜的青睞。常用直樹的消息跟湘琴索要好處。                                                                                                   | 6-10、15、20            | 陳卓智   |

### 特別客串
| 演員     | 角色         | 漫畫原名                | 介紹                                                                                                   | 登場集數         | 香港配音 |
| 馬念先   | 新聞台記者   |                         | 新聞台記者                                                                                             | 1                |          |
| 莊敬華   | 小直樹       |                         | 江直樹小時候                                                                                           | 2                |          |
| 瞿友寧   | 公車大嬸     |                         | 公車上的大嬸，控告金元豐性騷擾。                                                                       | 3                |          |
| 楊芸     | 楊芸         | 杉本直美                | 裕樹暗戀的同班同學，但她愛上直樹。                                                                     | 5                |          |
| 陳 靜怡  | 丸子 蔡淑萍  |                         | 幸福小館員工                                                                                           | 5-8、11、16、20  |          |
| 北村豐晴 | 張青宇       |                         | 康南大學動漫社社長。                                                                                   | 6-9              |          |
| 黃紹堅   | 阿Paul       |                         | 康南大學動漫社社員。                                                                                   | 6-9              |          |
| 張傑     | 阿傑         |                         | 留農的男友。                                                                                           | 10-11、14、20    |          |
| 炎亞綸   | 阿布         | 高宮良 たかみやりょう   | 純美的男友。                                                                                           | 10-11、14、20    | 李致林   |
| 謝欣穎   | 裴子琪       | 松本綾子 まつもとあやこ | 子瑜的妹妹，後與武仁交往。                                                                             | 11-14、20        |          |
| 邵翔     | 張武仁       | 中川武人 なかがわたけと | 有一點戀母情結，所以喜歡過湘琴，後與子琪交往。                                                         | 13-14、20        |          |
| 光耀     | Apple 余主任 |                         | 潘達企業員工。有同性戀傾向，常騷擾江直樹。                                                             | 13-14、16-17、19 |          |
| 乾德門   | 社長         | 大泉會長                | 大泉集團社長，個性沉穩內斂，是個極為傑出的大企業家。十分欣賞直樹的才華，因為有意將孫女慧蘭介紹給直樹。 | 17-20            |          |
| 白歆惠   | 白蕙蘭       | 大泉沙穗子              | 大泉社長的孫女，對直樹一見鍾情。                                                                       | 17-20            | 鄭麗麗   |

## 電視劇歌曲
- 原聲帶提供：阿爾發唱片

| 曲目 | 曲別   | 歌名                                                                       | 演唱者        | 作詞                   | 作曲            |
| 1    | 配樂   | Dream Waltz (故事從一封情書開始，看似夢幻華爾滋的浪漫開場… 竟被當場拒絕！) | -             | -                      | Beethoven/Pinky |
| 2    | 片頭曲 | Say U Love Me (湘琴求愛之片頭主題曲)                                       | 梁心頤&王威登 | 王威登、方文山、林邁可 | 林邁可          |
| 3    | 插曲   | 遇到 (湘琴與直樹之邂逅主題)                                                | 方雅賢        | 楊若儀                 | 黃慧雯          |
| 4    | 插曲   | 愛情海 (直樹之溫柔主題)                                                    | 葉慶龍        | Mido                   | 葉慶龍          |
| 5    | 插曲   | 聽見 (湘琴之暗戀心情主題)                                                  | 方雅賢        | 梁錦興                 | 黃慧雯          |
| 6    | 配樂   | Say U Love Me (Guitar Version)                                             | -             | -                      | 林邁可          |
| 7    | 插曲   | 靠近一點點 (湘琴之越挫越勇主題)                                            | 梁心頤        | 林理惠                 | 詹宇豪          |
| 8    | 插曲   | 能不能 (直樹與湘琴之雨中接吻主題)                                          | 王威登&溫嵐   | 王威登                 | 林邁可          |
| 9    | 插曲   | 全世界的人都知道 (湘琴之單戀主題)                                          | 王俞勻        | Mido                   | 劉文全          |
| 10   | 配樂   | 和平世界 (Guitar Version)                                                  | -             | -                      | 林邁可          |
| 11   | 插曲   | 後悔 (阿金之失戀主題)                                                      | 何書宇        | 瑞業                   | 鍾德強          |
| 12   | 片尾曲 | 惡作劇 (浪漫片尾主題曲)                                                    | 王藍茵        | 王藍茵                 | 王藍茵          |
| 13   | 插曲   | Sky (愛情海英文版)                                                         | 葉慶龍        | 葉慶龍                 | 葉慶龍          |

## 製作團隊
- 原著:多田薰《淘氣小親親》
- 監製：陳芷涵
- 製作人：馮家瑞、齊錫麟、王信貴
- 導演：瞿友寧
- 製片：黃麗玉
- 執行製作：施雅純
- 副導演：李青蓉、王妙紅
- 後製導演：張玉玫
- 編劇：齊錫麟
- 編劇群：鄒湘秦、徐玉樺
- 策劃：張臻䔶
- 編審：陳駿瑩
- 統籌：劉行
- 行銷統籌：蔡妃喬
- 寫真出版：台視文化
- 製作協力：株式會社集英社、東立出版社有限公司

## 收視率

### 週日晚間首播
| 日期                                                                      | 集數     | 收視率 | 排名 | 最高分段收視 | 備註                    |
| ------------------------------------------------------------------------- | -------- | ------ | ---- | ------------ | ----------------------- |
| 2005年9月25日                                                             | 1        |        | 2    | 2.70         | 首播                    |
| 2005年10月2日                                                             | 2        | 2.48   | 2    | 3.09         |                         |
| 2005年10月9日                                                             | 3        | 3.17   | 2    | 4.18         |                         |
| 2005年10月16日                                                            | 4        | 2.57   | 2    |              |                         |
| 2005年10月23日                                                            | 5        | 3.53   | 1    | 3.85         |                         |
| 2005年10月30日                                                            | 6        | 3.49   | 1    | 3.75         |                         |
| 2005年11月6日                                                             | 7        | 3.99   | 1    | 4.53         | 15至24歲收視9.48        |
| 2005年11月13日                                                            | 8        |        | 1    | 4.25         |                         |
| 2005年11月20日                                                            | 9        | 3.84   | 1    |              |                         |
| 2005年11月27日                                                            | 10       | 3.85   | 1    |              |                         |
| 2005年12月4日                                                             | 11       | 4.15   | 1    |              |                         |
| 2005年12月11日                                                            | 12       | 4.10   | 1    |              | 15至24歲收視9.39        |
| 2005年12月18日                                                            | 13       | 4.28   | 1    |              | 15至24歲收視10.22       |
| 2005年12月25日                                                            | 14       | 3.94   | 1    |              |                         |
| 2006年1月1日                                                              | 15       |        | 1    |              |                         |
| 2006年1月8日                                                              | 16       | 3.88   | 1    |              | 15至24歲收視9.08        |
| 2006年1月15日                                                             | 17       |        | 1    |              |                         |
| 2006年1月22日                                                             | 18       | 4.77   | 1    | 5.22         |                         |
| 2006年1月29日原時段播出初一特別節目《惡作劇之吻特別企劃》，順延一星期撥出 |          |        |      |              |                         |
| 2006年2月5日                                                              | 19       |        | 1    |              |                         |
| 2006年2月12日                                                             | 20       | 4.92   | 1    | 5.77         | 完結，15至24歲收視10.26 |
| 收視平均                                                                  | 收視平均 | 3.80   | 1    |              |                         |

## 續集
《惡作劇之吻》這套電視劇實際上只改編了原著漫畫第1冊至第10冊的內容，因播映收視頗佳，制作公司安排拍攝續集，繼續改編原著漫畫餘下的第11至23冊，主要角色人選不變，但增加了唐禹哲、五熊、曾少宗等演員。在2007年3月26日開鏡，2007年10月16日殺青。記者會於2007年3月29日舉行，續集2007年6月定名為《惡作劇2吻》，將在2007年12月16日中視首播，繼《公主小妹》後播放。

## 趣事
- 劇中片尾曲《惡作劇》於2009年被林依晨所翻唱，並收錄於她的首張個人專輯幸福遇見中。
- 劇中袁湘琴的家因為2004年9月的一場二級地震而倒垮，但附近房子卻沒有事，在終極一班(第九集)解釋其倒塌真正原因是被雷克斯用球無意中砸垮的，由於汪大東是夏天在金時空的分身因此推測阿金為葉赫那拉．宇策(葉赫那拉·思偍之子、夏天的堂哥)在金時空的分身。
- 原作者多田薰在原作未完時就因意外在1999年因腦溢血離世，但她的丈夫視覺系樂團PRESENCE主唱西川茂曾在2005年拍攝期間從日本到台灣劇組探班。
- 片頭曲播放的片段，有一位新聞台記者在《惡作劇2吻》中變成醫師。

### NG片段
- 在本劇中，白歆惠撥打電話給鄭元暢，鄭元暢的行動電話螢幕上顯示的電話號碼其實是製作單位的行動電話號碼，該號碼被照得太清楚，有些劇迷於是群起致電，造成電話當機。
- 在第十四集中，直樹因為被媽媽掌摑而跑出家門，湘琴追趕而出。在天橋的上坡路，穿的明明是球鞋，到達天橋頂上卻變成拖鞋。
- 在第十八集中，阿金在雨中騎車載湘琴約會，途中安全帽瞬間互換。（在第20集中補完當時的劇情細節，因為阿金擔心湘琴的安全帽會淋到雨，所以跟湘琴交換安全帽。）
- 在第二十集中，湘琴和直樹罰跪的片段中，兩人的頭互相倚靠，但中間一個轉到正面的鏡頭出現只有湘琴單靠在直樹肩上的畫面。

## 相關參考
- 淘氣小親親
- 惡作劇2吻

## 外部連結
- （日語）《惡作劇之吻》日本官方網頁 （页面存档备份，存于）

## 作品的變遷
| 台灣 中視 星期日22:00                | 台灣 中視 星期日22:00                | 台灣 中視 星期日22:00 |
| ------------------------------------ | ------------------------------------ | --------------------- |
|                                      | 惡作劇之吻 (2005.09.25 - 2006.02.12) |                       |
| 惡魔在身邊 (2005.06.26 - 2005.09.25) | 愛殺17 (2006.02.19 - 2006.05.14)     |                       |

| 台灣 八大綜合台 星期六21:00 | 台灣 八大綜合台 星期六21:00          | 台灣 八大綜合台 星期六21:00 |
| --------------------------- | ------------------------------------ | --------------------------- |
|                             | 惡作劇之吻 (2005.10.01 - 2006.02.18) |                             |
| —                           | 愛殺17 (2006.02.25 - 2006.05.20)     |                             |

| 中国 湖南衛視 金鹰独播剧场 周一到周日 22:00-24:00 | 中国 湖南衛視 金鹰独播剧场 周一到周日 22:00-24:00 | 中国 湖南衛視 金鹰独播剧场 周一到周日 22:00-24:00 |
| ------------------------------------------------- | ------------------------------------------------- | ------------------------------------------------- |
|                                                   | 梦幻华尔兹 （2010年6月18日 - 2010年7月13日）      |                                                   |
| 佳期如夢 （2010年6月4日 - 2010年6月17日）         | 愛就宅一起 （2010年7月14日 - 2010年7月25日）      |                                                   |

| 台灣 八大綜合台 星期六20:30 - 22:00              | 台灣 八大綜合台 星期六20:30 - 22:00    | 台灣 八大綜合台 星期六20:30 - 22:00 |
| ------------------------------------------------ | -------------------------------------- | ----------------------------------- |
|                                                  | 惡作劇之吻 （2013.09.01 - 2014.03.23） |                                     |
| 親愛的，我愛上別人了 （2013.06.30 - 2013.08.25） | -                                      |                                     |

| 台灣 八大綜合台 星期一至五晚間20:00-21:00 | 台灣 八大綜合台 星期一至五晚間20:00-21:00 | 台灣 八大綜合台 星期一至五晚間20:00-21:00 |
| ----------------------------------------- | ----------------------------------------- | ----------------------------------------- |
|                                           | 惡作劇之吻 （2014.09.22 - 2014.11.03）    |                                           |
| 海派甜心 （2014.08.18 - 2014.09.19）      | 惡作劇2吻 (2014.11.04 - 2014.12.16)       |                                           |

1. 1 2  在續集透露